# Jimmy Michael
Jimmy Michael (ur. 18 sierpnia 1877 w Aberaman – zm. 21 listopada 1904 we Francji) – walijski kolarz torowy reprezentujący Wielką Brytanię, złoty medalista mistrzostw świata.

## Kariera
Największy sukces w karierze Jimmy Michael osiągnął w 1895 roku, kiedy zdobył złoty medal w wyścigu za startu zatrzymanego zawodowców podczas mistrzostw świata w Kopenhadze. W zawodach tych wyprzedził Belga Henriego Luytena oraz reprezentanta gospodarzy Hansa Hofmanna. Jako że konkurencja ta debiutowała na mistrzostwach świata, Michael został pierwszym oficjalnym mistrzem świata. W tej samej konkurencji zajął ponadto trzecie miejsce na rozgrywanych siedem lat później mistrzostwach Europy. Nigdy nie wystartował na igrzyskach olimpijskich.
Podczas zawodów w Catford w 1896 roku rywalizował z Charlesem Bardenem na dystansie 25 mil. W trakcie wyścigu Michael nagle spadł z roweru, po czym wstał, wsiadł na rower i zaczął jechać w złym kierunku. Po tym występie trener Walijczyka (Choppy Warburton) został oskarżony o podanie swemu podopiecznemu dopingu. Sam kolarz oskarżył trenera o otrucie. Warburton zmarł dwa lata później.
W trakcie zawodów w Berlinie w 1903 roku Michael uległ wypadkowi jadąc z prędkością 60 mph, w wyniku czego doznał między innymi złamań kości czaszki. Wypadek ten praktycznie zakończył jego karierę. Zaczął nadużywać alkoholu, by uśmierzyć bóle głowy, na które cierpiał na skutek wypadku. Występy ograniczył do wyścigów pokazowych. Zmarł w 1904 roku z powodu delirium tremens na pokładzie statku płynącego z Francji do Stanów Zjednoczonych.